# Гертопы
Гертопы (укр. Гертопи) — село, относится к Подольскому району Одесской области Украины.
Население по переписи 2001 года составляло 85 человек. Почтовый индекс — 66314. Телефонный код — 4862. Занимает площадь 0,27 км². Код КОАТУУ — 5122985604.

## Местный совет
66363, Одесская обл., Подольский р-н, с. Новосёловка